# Relations entre la Croatie et l'Estonie
Les relations entre la Croatie et l'Estonie sont les relations bilatérales de la Croatie et de l'Estonie, deux États membres de l'Union européenne (depuis le 1er juillet 2013 et le 1er mai 2004 respectivement). Les deux pays sont membres de l'OTAN depuis le 1er juillet 2009 et le 29 mars 2004 respectivement.

## Histoire
L'Estonie a reconnu l'indépendance de la Croatie le 31 décembre 1991. Les relations diplomatiques furent établies le 2 mars suivant.

### Adhésion de l'Estonie et de la Croatie aux organisations européennes (2004-2013)
L'Estonie, membre de l'Union depuis 2004, a soutenu l'élargissement à la Croatie en apportant notamment son expérience acquise lors de sa propre adhésion.

## Coopérations thématiques

### Économie
En 2015, les exportations croates vers l'Estonie se sont élevées à 1,7 million d'euros tandis que les exportations estoniennes vers la Croatie s'élevaient à 1,4 million d'euros.

### Énergie
Les deux pays participent à l'Initiative des trois mers.

## Sources

## Compléments